# 필리포스 1세 필라델포스
필리포스 1세 에피파네스 필라델포스(Φίλιππος Ἐπιφανής Φιλάδελφος, 제위 기원전 95년 ~ 기원전 83년)는 헬레니스틱 셀레우코스 제국의 지배자로 안티오코스 8세 그리푸스의 넷째 아들이었다. 그는 기원전 95년 그의 형(또는 쌍둥이) 안티오코스 11세 에피파네스와 공동으로 왕위를 차지하였다. 큰 형 셀레우코스 6세 에피파네스가 그들의 사촌 안티오코스 10세 에우세베스에 의해 피살된 후였다.
그는 기원전 92년 이후 한동안 안티오키아에서 스스로 성취하려고 노력하였고 동생 데메트리오스 3세 에우카에루스의 공격에도 생존하였다. 그의 지배는 기원전 83년에 끝났는데 티그라네스가 시리아를 정복하였을 때 또는 그 약간 이전이었다. 그는 그때 역사에서 사라졌지만 후에 그의 초상을 담은 주화가 로마의 권위에 의해 발행되었다.